# Ford (Wisconsin)
Ford es un pueblo ubicado en el condado de Taylor en el estado estadounidense de Wisconsin. En el Censo de 2010 tenía una población de 268 habitantes y una densidad poblacional de 2,95 personas por km².

## Geografía
Ford se encuentra ubicado en las coordenadas 45°10′7″N 90°44′45″O / 45.16861, -90.74583. Según la Oficina del Censo de los Estados Unidos, Ford tiene una superficie total de 90.97 km², de la cual 85.07 km² corresponden a tierra firme y (6.48%) 5.89 km² es agua.

## Demografía
Según el censo de 2010, había 268 personas residiendo en Ford. La densidad de población era de 2,95 hab./km². De los 268 habitantes, Ford estaba compuesto por el 100% blancos, el 0% eran afroamericanos, el 0% eran amerindios, el 0% eran asiáticos, el 0% eran isleños del Pacífico, el 0% eran de otras razas y el 0% pertenecían a dos o más razas. Del total de la población el 0% eran hispanos o latinos de cualquier raza.